# Terra di Przemyśl
La Terra di Przemyśl (in polacco Ziemia przemyska) era un'unità amministrativa della Rus' di Kiev, Regno di Polonia e Confederazione polacco-lituana. Essa esistette da quando il Principato di Peremjšl fu incorporato nel Regno di Rutenia e fino al 1772, trattandosi di una delle cinque ripartizioni (ziemia) del Voivodato ruteno della Polonia. Il centro principale della regione era Przemyśl, dove si svolgevano anche i sejmik locali.

## Storia
Insieme alla Rutenia Rossa, la Terra di Przemyśl fu annessa dal re Casimiro III alla Polonia fino al 1772, quando, in seguito alla prima spartizione della Polonia, divenne una provincia asburgica della Galizia.
Nel XV secolo, l'areale di Przemyśl risultò ripartito nelle seguenti contee: Przemyśl, Jarosław, Leżajsk, Łańcut, Szczutowo, Rzeszów, Przeworsk, Sambir, Drohobyč, Stryj, Tyczyn e Žydačiv (l'ultima successivamente trasferita alla Terra di Leopoli). Nel XVII secolo, il numero di distretti venne ridotto a quattro (Przemyśl, Sambor, Drohobycz, Stryj). Secondo il censimento reale del 1676, la Terra di Przemyśl Land contava 32 città e 980 villaggi.
I territori che facevano capo a Przemyśl si estendevano su un'area che misurava 12.070 km², più della metà della quale era contea di Przemyśl (quasi 7.000 km²). La contea di Sambor copriva 2.700 km², la contea di Stryj 1.600 km² e la contea di Drohobycz solo 700 km². In confronto agli storici voivodati della Piccola Polonia, la Terra di Przemyśl poteva dirsi piuttosto estesa: era infatti più grande del vicino Voivodato di Lublino e risultava quasi la metà per dimensioni del Voivodato di Sandomierz. I confini della Terra Przemyśl non seguivano una demarcazione precisa all'inizio, ragion per cui, nel 1541, la commissione reale ne tracciò una con la Terra di Leopoli, nel 1554 fu segnato anche il confine con la Terra di Sanok. Qualche tempo dopo, nella metà del XVII secolo, la contea di Przeworsk tornò ad esistere e prese forma nella parte nord-occidentale della contea di Przemyśl. Si trattava di una regione densamente popolata, con 237 villaggi e 11 città, e con un proprio ufficio delle tasse, situato a Przeworsk.
Zygmunt Gloger, uno storico e archeologo polacco, ha fornito la seguente descrizione della regione di Przemyśl: "La Terra di Przemyśl era divisa in due contee: quelle di Przemyśl e di Przeworsk [...] Nel 1676, la contea di Przemyśl aveva 18 città e 657 villaggi, mentre la contea di Przeworsk 18 insediamenti maggiori e 221 minori".
Przemyśl, nota in latino come Praemislia, e in ruteno come Peremysl, si trova sul fiume San. L'agglomerato vantava un antico castello e ha due cattedrali, una cattolica e l'altra greco-cattolica. Przemyśl era una delle città più antiche, in quanto menzionata da Nestore di Pečers'k, il quale scrisse che prima del 981 apparteneva alla Polonia. Poiché in quegli anni i gord prendevano il nome dai loro fondatori (Cracovia da Krak, Leopoli da Lew), si può supporre che il nome del centro principale della regione derivasse da un duca lechita chiamato Przemyslaw. Tra le città della Terra di Przemyśl rientrava anche Medyka, dove nel 1434 il re Ladislao II Jagellone, secondo la versione raccontata dalle fonti coeve, ascoltò il canto di un usignolo, prese uno strano raffreddore durante una battuta di caccia e morì a Grodek Jagiellonski.